# Epilampra hamiltoni
Epilampra hamiltoni är en kackerlacksart som först beskrevs av Rehn, J. A. G. 1903.  Epilampra hamiltoni ingår i släktet Epilampra och familjen jättekackerlackor.
Artens utbredningsområde är Kuba. Inga underarter finns listade i Catalogue of Life.